# Anne Dyer
Anne Catherine Dyer (* Februar 1957 in Yorkshire, England) ist eine britische anglikanische Geistliche. Seit 2018 ist sie Bischöfin im Bistum Aberdeen und Orkney der Scottish Episcopal Church.

## Leben
Dyer besuchte die  Bradford Girls’ Grammar School. Sie studierte zunächst Chemie am St Anne’s College in Oxford. Ab 1984 besuchte sie die Wycliffe Hall in Oxford und das King’s College in London, wo sie anglikanische Theologie studierte. Dyer wurde 1987 zur Diakonin und 1993 zur Priesterin geweiht. Von 2005 bis 2011 war sie als Warden der Cranmer Hall in Durham tätig.
Am 1. März 2018 wurde Dyer zur Bischöfin im Bistum Aberdeen und Orkney in Schottland geweiht. Dyer ist die erste Frau, die in der Scottish Episcopal Church zur Bischöfin geweiht wurde. Im September 2022 wurde sie aufgrund von Vorwürfen des Mobbing durch eine Disziplinarkammer ihrer Kirche suspendiert. Als kommissarischer Bischof wurde zunächst John Armes und ab November 2023 Dorsey McConnell eingesetzt.
Sie ist verheiratet und hat ein Kind.